# Grande Prêmio da Argentina de 1980
Resultados do Grande Prêmio da Argentina de Fórmula 1 realizado em Buenos Aires em 13 de janeiro de 1980. Primeira etapa da temporada, foi vencido pelo australiano Alan Jones, da Williams-Ford, num dia marcado pela estreia de Alain Prost, futuro tetracampeão mundial.

## Resumo

### Dança das cadeiras
Ferrari, Renault e Brabham mantiveram os pilotos que encerraram o campeonato de 1979, porém a regra para o ano novo é mudança, a começar pela Williams que trocou Clay Regazzoni por Carlos Reutemann no intuito de fazer a equipe de Grove ainda mais forte em dupla com Alan Jones e nisso o veterano Regazzoni encontrou abrigo na Ensign. Numa transação à francesa, a Ligier segurou Jacques Laffite, mas contratou Didier Pironi para o lugar de Patrick Depailler, este abrigado na Alfa Romeo com Bruno Giacomelli. Para a vaga aberta com a partida de Carlos Reutemann, a Lotus contratou Elio de Angelis, oriundo da agonizante Shadow e agora parceiro de Mario Andretti. Entre as equipes, a Fittipaldi comprou os despojos da Wolf e assim o finlandês Keke Rosberg uniu-se ao time de Emerson Fittipaldi.
No caso da Tyrrell a partida de Didier Pironi deixou Ken Tyrrell com os já contratados Jean-Pierre Jarier e Derek Daly, embora o dirigente tenha inscrito um terceiro carro nas provas finais do ano. Sobre a Arrows os pilotos Riccardo Patrese e Jochen Mass eram seus representantes, mas este último chegou a ser substituído durante a competição. Na McLaren a permanência de John Watson não impediu a contratação de Alain Prost como substituto de Patrick Tambay.

### Rede Bandeirantes
Ao longo dos anos 1970 as transmissões de Fórmula 1 para o Brasil estiveram a cargo da Rede de Emissoras Independentes e da Rede Tupi até a elevação da Rede Globo, mas quando esta abdicou dos direitos comerciais junto à FOCA em 1979, Bernie Ecclestone firmou contrato com a Rede Bandeirantes, a qual escalou durante a temporada seguinte os narradores Galvão Bueno e Fernando Solera, o comentarista José Maria Ferreira (Giu Ferreira) e os repórteres Álvaro José e Ana Aragão. O retorno da emissora fundada por João Jorge Saad à categoria deu-se quando um acordo com a Liberty Media permitiu a transmissão dos campeonatos de 2021 e 2022.

### Williams em ascensão
Decididos a provar que o bom desempenho do Williams FW07 na segunda metade de 1979 não era algo fortuito, Patrick Head, Frank Dernie e Neil Oatley trouxeram sua criação para Buenos Aires a fim de vencer o Grande Prêmio da Argentina como o primeiro passo rumo à conquista dos mundiais de pilotos e construtores e já na quinta-feira anterior à porfia, o time de Grove fez valer sua fama ao dividir as primeiras filas do grid com Jacques Laffite e Didier Pironi, mas enquanto os franceses da Ligier ocupavam, respectivamente, a primeira e a terceira posição, Alan Jones e Carlos Reutemann estavam em segundo e quarto ao final de um dia onde a Arrows de Riccardo Patrese e a McLaren do estreante Alain Prost estavam na terceira fila enquanto Nelson Piquet ficou em sétimo com a Brabham e Gilles Villeneuve cravou apenas o décimo lugar com sua Ferrari e os três campeões mundiais em atividade, Emerson Fittipaldi, Mario Andretti e Jody Scheckter, foram relegados a meros figurantes do espetáculo.
No dia seguinte, o bem-nascido Williams FW07 permitiu que Alan Jones marcasse o melhor tempo à frente de Jacques Laffite e Didier Pironi sendo que a dupla da Ligier colocou-se à frente de Mario Andretti com a Lotus e este posicionou-se adiante de Patrese e Piquet. Veio o sábado e nele os três primeiros do grid seguiram inalterados enquanto Nelson Piquet subiu para o quarto lugar e a Lotus capturou a fila seguinte com Elio de Angelis e Mario Andretti. Sendo estes os mais rápidos, poucos sofreram com intercorrências como o forte calor e a subsequente perda de aderência dos carros, mas o péssimo estado do asfalto na Curva do Embu, na região mista do circuito, era um convite às derrapagens e saídas de pista.
Para a frustração dos argentinos, Carlos Reutemann não passou do décimo lugar com sua Williams enquanto Ricardo Zunino alcançou apenas o décimo sexto lugar com a Brabham, desempenhos aquém dos respectivos companheiros de equipe. Frustrante também foi o desempenho de Jody Scheckter em décimo primeiro com sua Ferrari 312T com motor flat de 12 cilindros e o último lugar de Emerson Fittipaldi em seu carro homônimo patrocinado pela Skol. Quatro pilotos não se classificaram: os estreantes David Kennedy e Stefan Johansson (contratados pela Shadow), além de Jan Lammers (ATS) e Eddie Cheever (Osella), este último de volta à categoria.
A grande notícia do dia deveria ser a pole position de Alan Jones, mas as críticas ao mau estádio do asfalto subsistiam ao ponto dos corredores colocarem em dúvida a realização do evento. As cenas do asfalto descascando à medida que os carros percorriam o circuito, forçaram os pilotos a exigir o recapeamento da pista ou a modificação do traçado. Em meio às discussões, eles decidiram aguardar até momentos antes da largada para decidir quanto à realização da prova em Buenos Aires. Temeroso, o Automóvel Clube Argentino improvisou um reparo aplicando cimento reforçado nas áreas críticas do traçado, mas tal decisão resultou num constrangimento a partir da volta quinze quando funcionários do circuito arriscavam-se à beira da pista varrendo os detritos que desgarravam do asfalto à medida que os carros passavam.

### Vitória de Alan Jones
Dada a largada, Alan Jones segurou a ponta e já ao final do primeiro giro possuía uma vantagem de três segundos sobre o resto do pelotão trazendo Nelson Piquet atrás de si com Jacques Laffite à espreita, mas o ritmo do australiano da Williams era tão acentuado que ele manteve a liderança por dezessete voltas até parar nos boxes para ajustar o aerofólio dianteiro. Nesse interim os ponteiros eram Jacques Laffite, Nelson Piquet e Gilles Villeneuve enquanto Jones retornou à pista na quarta posição. Neste momento, sete pilotos já estavam fora de combate, inclusive Carlos Reutemann, traído por uma falha no motor. Em sentido inverso, Jones fez valer a força da máquina sob seu controle e tocou roda com Villeneuve antes de ultrapassar seus três adversários entre as voltas vinte e cinco e trinta até reassumir o primeiro lugar.
No mesmo instante em que recuperou a liderança, Jones foi beneficiado pela quebra do motor de Laffite enquanto Villeneuve sofreu um acidente ao rodar na região do Tobogã e bater sucessivamente nas telas de proteção e na mureta antes de abandonar a porfia após trinta e seis voltas, garantindo a vice-liderança a Piquet em sua Brabham azul e branco e o terceiro posto a Jody Scheckter, mas uma quebra do motor ferrarista estragou o centésimo Grande Prêmio do sul-africano e beneficiou Keke Rosberg em sua Fittipaldi amarela. Ato contínuo, Alan Jones venceu a prova enquanto Nelson Piquet e Keke Rosberg subiram pela primeira vez ao pódio. Derek Daly foi o quarto colocado pela Tyrrell e Bruno Giacomelli levou a Alfa Romeo ao quinto posto (numa pontuação inédita desde o Grande Prêmio da Espanha de 1951) e Alain Prost pontuou já em sua estreia na Fórmula 1 ao cruzar em sexto lugar com a McLaren. Tão segura foi a condução de Alan Jones rumo a vitória que o australiano diminuiu o ritmo a fim de poupar seu equipamento, mas voltou a acelerar quando Nelson Piquet reduziu de maneira efêmera a vantagem de seu rival, enfim estabelecida em torno de vinte e cinco segundos.
Felizmente para os pilotos e fãs presentes ao autódromo, os temores quanto à segurança da pista restaram infundados, pois o asfalto escabroso não fez vítimas, a não ser por algumas rodadas como a do alemão Jochen Mass em sua Arrows, todavia a curva do Embu exigia atenção constante: na volta 38 o tricampeão Jackie Stewart e um representante da Grand Prix Drivers' Association foram ao local a fim de avaliá-lo e nisso o britânico opôs-se ao encerramento abrupto da prova para não frustrar os torcedores, o mais ilustre deles o pentacampeão Juan Manuel Fangio. Ao ser indagado sobre o estado da pista, Stewart deu seu veredicto: "Acho que não está boa, mas também não está perigosa. Deixe que eles corram até o final".
Em relação aos mundiais de pilotos e construtores, Alan Jones alcançou a liderança do campeonato com nove pontos, três a mais que Nelson Piquet e cinco adiante de Keke Rosberg, mesma pontuação atribuída às suas equipes: Williams, Brabham e Fittipaldi, aliás, a escuderia brasileira vive o melhor início de campeonato em sua curta existência. Para Frank Williams satisfação em dobro, pois tanto seu piloto quanto sua equipe lideram o mundial de Fórmula 1 pela primeira vez na história, aliás um australiano não ponteia o mundial de pilotos desde Jack Brabham no Grande Prêmio da Bélgica de 1970.

## Classificação

### Treinos
| Pos.   | Nº | Piloto                | Construtor      | Tempo   | Dif.    |
| ------ | -- | --------------------- | --------------- | ------- | ------- |
| 1      | 27 | Alan Jones            | Williams-Ford   | 1:44.17 | -       |
| 2      | 26 | Jacques Laffite       | Ligier-Ford     | 1:44.44 | + 0.27  |
| 3      | 25 | Didier Pironi         | Ligier-Ford     | 1:44.64 | + 0.47  |
| 4      | 5  | Nelson Piquet         | Brabham-Ford    | 1:45.02 | + 0.85  |
| 5      | 12 | Elio de Angelis       | Lotus-Ford      | 1:45.46 | + 1.29  |
| 6      | 11 | Mario Andretti        | Lotus-Ford      | 1:45.78 | + 1.61  |
| 7      | 29 | Riccardo Patrese      | Arrows-Ford     | 1:46.01 | + 1.84  |
| 8      | 2  | Gilles Villeneuve     | Ferrari         | 1:46.07 | + 1.90  |
| 9      | 15 | Jean-Pierre Jabouille | Renault         | 1:46.15 | + 1.98  |
| 10     | 28 | Carlos Reutemann      | Williams-Ford   | 1:46.19 | + 2.02  |
| 11     | 1  | Jody Scheckter        | Ferrari         | 1:46.28 | + 2.11  |
| 12     | 8  | Alain Prost           | McLaren-Ford    | 1:46.75 | + 2.58  |
| 13     | 21 | Keke Rosberg          | Fittipaldi-Ford | 1:46.97 | + 2.80  |
| 14     | 30 | Jochen Mass           | Arrows-Ford     | 1:47.05 | + 2.88  |
| 15     | 14 | Clay Regazzoni        | Ensign-Ford     | 1:47.18 | + 3.01  |
| 16     | 6  | Ricardo Zunino        | Brabham-Ford    | 1:47.41 | + 3.24  |
| 17     | 7  | John Watson           | McLaren-Ford    | 1:47.70 | + 3.53  |
| 18     | 3  | Jean-Pierre Jarier    | Tyrrell-Ford    | 1:47.83 | + 3.66  |
| 19     | 16 | René Arnoux           | Renault         | 1:48.24 | + 4.07  |
| 20     | 23 | Bruno Giacomelli      | Alfa Romeo      | 1:48.44 | + 4.27  |
| 21     | 9  | Marc Surer            | ATS-Ford        | 1:48.86 | + 4.69  |
| 22     | 4  | Derek Daly            | Tyrrell-Ford    | 1:48.95 | + 4.78  |
| 23     | 66 | Patrick Depailler     | Alfa Romeo      | 1:49.20 | + 5.03  |
| 24     | 20 | Emerson Fittipaldi    | Fittipaldi-Ford | 1:49.42 | + 5.25  |
| 25     | 18 | David Kennedy         | Shadow-Ford     | 1:50.25 | + 6.08  |
| 26     | 10 | Jan Lammers           | ATS-Ford        | 1:51.39 | + 7.21  |
| 27     | 17 | Stefan Johansson      | Shadow-Ford     | 1:51.57 | + 7.40  |
| 28     | 31 | Eddie Cheever         | Osella-Ford     | 1:54.21 | + 10.04 |
| Fonte: |    |                       |                 |         |         |

### Corrida
| Pos.   | Nº | Piloto                | Construtor      | Voltas | Tempo/Diferença  | Grid | Pontos |
| ------ | -- | --------------------- | --------------- | ------ | ---------------- | ---- | ------ |
| 1      | 27 | Alan Jones            | Williams-Ford   | 53     | 1:43:24.38       | 1    | 9      |
| 2      | 5  | Nelson Piquet         | Brabham-Ford    | 53     | + 24.59          | 4    | 6      |
| 3      | 21 | Keke Rosberg          | Fittipaldi-Ford | 53     | +1:18.64         | 13   | 4      |
| 4      | 4  | Derek Daly            | Tyrrell-Ford    | 53     | +1:23.48         | 22   | 3      |
| 5      | 23 | Bruno Giacomelli      | Alfa Romeo      | 52     | +1 volta         | 20   | 2      |
| 6      | 8  | Alain Prost           | McLaren-Ford    | 52     | +1 volta         | 12   | 1      |
| 7      | 6  | Ricardo Zunino        | Brabham-Ford    | 51     | +2 voltas        | 16   |        |
| Ret    | 22 | Patrick Depailler     | Alfa Romeo      | 46     | Motor            | 23   |        |
| Ret    | 1  | Jody Scheckter        | Ferrari         | 45     | Motor            | 11   |        |
| NC     | 14 | Clay Regazzoni        | Ensign-Ford     | 44     | Não classificado | 15   |        |
| NC     | 20 | Emerson Fittipaldi    | Fittipaldi-Ford | 37     | Não classificado | 24   |        |
| Ret    | 2  | Gilles Villeneuve     | Ferrari         | 36     | Acidente         | 8    |        |
| Ret    | 26 | Jacques Laffite       | Ligier-Ford     | 30     | Motor            | 2    |        |
| Ret    | 29 | Riccardo Patrese      | Arrows-Ford     | 27     | Motor            | 7    |        |
| Ret    | 9  | Marc Surer            | ATS-Ford        | 27     | Fogo             | 21   |        |
| Ret    | 11 | Mario Andretti        | Lotus-Ford      | 20     | Abastecimento    | 6    |        |
| Ret    | 30 | Jochen Mass           | Arrows-Ford     | 20     | Câmbio           | 14   |        |
| Ret    | 28 | Carlos Reutemann      | Williams-Ford   | 12     | Motor            | 10   |        |
| Ret    | 12 | Elio de Angelis       | Lotus-Ford      | 7      | Suspensão        | 5    |        |
| Ret    | 7  | John Watson           | McLaren-Ford    | 5      | Câmbio           | 17   |        |
| Ret    | 15 | Jean-Pierre Jabouille | Renault         | 3      | Câmbio           | 9    |        |
| Ret    | 16 | René Arnoux           | Renault         | 2      | Suspensão        | 19   |        |
| Ret    | 25 | Didier Pironi         | Ligier-Ford     | 1      | Motor            | 3    |        |
| Ret    | 3  | Jean-Pierre Jarier    | Tyrrell-Ford    | 1      | Colisão          | 18   |        |
| DNQ    | 18 | David Kennedy         | Shadow-Ford     |        |                  |      |        |
| DNQ    | 17 | Stefan Johansson      | Shadow-Ford     |        |                  |      |        |
| DNQ    | 10 | Jan Lammers           | ATS-Ford        |        |                  |      |        |
| DNQ    | 31 | Eddie Cheever         | Osella-Ford     |        |                  |      |        |
| Fonte: |    |                       |                 |        |                  |      |        |

## Tabela do campeonato após a corrida
| Pos.   | Piloto           | Pontos |
| ------ | ---------------- | ------ |
| 1      | Alan Jones       | 9      |
| 2      | Nelson Piquet    | 6      |
| 3      | Keke Rosberg     | 4      |
| 4      | Derek Daly       | 3      |
| 5      | Bruno Giacomelli | 2      |
| Fonte: |                  |        |

| Pos.   | Construtor      | Pontos |
| ------ | --------------- | ------ |
| 1      | Williams-Ford   | 9      |
| 2      | Brabham-Ford    | 6      |
| 3      | Fittipaldi-Ford | 4      |
| 4      | Tyrrell-Ford    | 3      |
| 5      | Alfa Romeo      | 2      |
| Fonte: |                 |        |

- Nota: Somente as primeiras cinco posições estão listadas. As quatorze etapas de 1980 foram divididas em dois blocos de sete e neles cada piloto podia computar cinco resultados válidos não havendo descartes no mundial de construtores.